# Дьяконова, Нина Яковлевна
Ни́на Я́ковлевна Дья́конова (урождённая Магазинер; 20 октября 1915, Петроград — 9 декабря 2013, Санкт-Петербург) — советский и российский литературовед, авторитетный специалист по истории английской литературы. Доктор филологических наук, профессор, член Правления Байроновского общества в Лондоне, член редакционной коллегии академической серии «Литературные памятники».

## Биография
Родилась в семье известного советского юриста Якова Мироновича Магазинера (1882—1961) и его жены Лидии Михайловны.
В 1937 году окончила Ленинградский государственный университет по курсу двух отделений — лингвистического и литературного. Ученица М. П. Алексеева и В. М. Жирмунского. В 1936 году вышла замуж за востоковеда И. М. Дьяконова. В 1943 году в эвакуации, в городе Кыштым, защитила кандидатскую диссертацию «Китс и поэты Возрождения». С 1944 года — доцент, затем профессор кафедры истории зарубежных литератур филологического факультета ЛГУ. В 1966 году защитила докторскую диссертацию «Лондонские романтики и проблемы английского романтизма», посвященную творчеству Хэзлитта, Ч. Лэма, Ли Ханта и других «лондонцев». Многолетняя дружба связывала Н. Я. Дьяконову с Е. Г. Эткиндом и Ф. А. Вигдоровой. С 1985 года преподавала в Ленинградском государственном педагогическом институте имени Герцена.

### Семья
Сестра — Елена Яковлевна Шрейдер (1917—1991) — кандидат физико-математических наук, работала в области оптики плазмы, старший научный сотрудник ФТИ им. А.Ф. Иоффе.
Муж — Игорь Михайлович Дьяконов (1915—1999), специалист по истории Древнего Востока. Также выпускник Ленинградского государственного университета, сотрудник Государственного Эрмитажа.
Оба сына стали известными физиками:
- Михаил Игоревич Дьяконов (род. 1940) — доктор физико-математических наук, главный научный сотрудник ФТИ им. А.Ф. Иоффе, профессор Университета Монпелье, лауреат Государственной премии СССР.
- Дмитрий Игоревич Дьяконов (1949—2012) — доктор физико-математических наук, заведующий сектором теоретической физики высоких энергий ПИЯФ им. Б. П. Константинова.

## Литературовед
Автор значительных работ о творчестве Шекспира, Шелли, Байрона, Китса, Диккенса, Стивенсона, Шоу, Хаксли.

## Педагог
К преподавательскому труду Н. Я. Дьяконова приобщилась ещё в пору студенчества: в 1934 году она начала вести английский язык у студентов-востоковедов.
Сама она вспоминала об этом так:
Преподавание, университетское и домашнее, было, по-видимому, главной движущей силой моей жизни. Мне кажется, что такой выбор был определён не только пристрастием, но и восприятием его как священной обязанности интеллигенции.
Мысли о ней и о моей к ней принадлежности появились у меня очень рано. В 1929 или 1930 году от дядюшки-журналиста мне досталась книга со скучным названием „Горький о писателях“. Я взялась за неё неохотно, но вдруг увлеклась.
Горький рассказывает, что шёл по аллее Летнего сада и на скамейке увидел Блока, который шляпой ловил солнечные лучи. Заметив Горького, Блок вскочил и стал вместе с ним ходить взад и вперёд; он заговорил „надоевшими словами осуждения о русской интеллигенции“, на что Горький возразил: „Всегда, ныне и присно русская интеллигенция была, есть и будет ломовой лошадью истории“ (цитирую по памяти). Эта фраза потрясла меня тем, какую важную роль Горький отводит интеллигенции, к которой я себя относила, и я стала размышлять, смогу ли я оправдать это звание. Я всегда о нём помнила и старалась ему соответствовать. Надеюсь оставаться ему верной до конца дней, отпущенных мне Богом.
С тех пор её педагогический стаж не прерывался ни на один год. Среди учеников Н. Я. Дьяконовой — десятки кандидатов и докторов наук, опытных преподавателей вузов и переводчиков художественной литературы (Г. С. Усова, Г. В. Яковлева, В. Е. Ветловская, И. Б. Комарова, А. А. Чамеев, C. Л. Сухарев и др.).
Последние десятилетия её преподавательской деятельности проходили на кафедре зарубежной литературы филологического факультета Российского государственного педагогического университета им. А. И. Герцена.

## Редактор
Н. Я. Дьяконова редактировала переводы произведений Байрона, Лэма, Китса, Филдинга, Радклиф, Де Квинси, Хэзлитта, была составителем ряда изданий английской классической литературы (Киплинг, Хаксли, Лоуренс). Две книги о Байроне (Байрон в годы изгнания, 1974; Лирическая поэзия Байрона, 1975) возникли из длительного и тщательного (более двух лет) редактирования перевода поэмы «Дон Жуан», выполненного Татьяной Григорьевной Гнедич.

## Монографии
- Джон Голсуорси. — Л.; М.: Искусство, 1960. 132 с.
- Лондонские романтики и проблемы английского романтизма. — Л.: Изд. ЛГУ, 1970. 232 с.
- Китс и его современники. — М.: Наука, 1973. 199 с.
- Байрон в годы изгнания. — Л.: Художественная литература, 1974. 161 с.
  - Байрон в годы изгнания / Н. Я. Дьяконова. — Изд. 2-е. — Москва: URSS, 2007. — 189, [2] с. ISBN 978-5-382-00241-5
- Лирическая поэзия Байрона. — М.: Наука, 1975. 168 с.
  - Лирическая поэзия Байрона / Н. Я. Дьяконова; отв. ред. М. П. Алексеев. — Изд. 2-е. — Москва: URSS, 2007. — 166, [2] с. ISBN 978-5-382-00343-6
- Английский романтизм: Проблемы эстетики. — М.: Наука, 1978. 208 с.
- Стивенсон и английская литература XIX века / Н. Я. Дьяконова. — Л.: Изд-во ЛГУ, 1984. — 192 с.
- Шелли / Н. Я. Дьяконова, А. А. Чамеев; Отв. ред. В. Н. Шейнкер; Рос. АН. — СПб.: Наука: Санкт-Петербург. изд. фирма, 1994. — 220,[3] с. (Совместно с А. А. Чамеевым).

## Статьи
- Творческий труд учёного: (К 75-летию академика Михаила Павловича Алексеева) // Русская литература. — 1971. — № 2. — С. 213—218. Совместно с Ю. Д. Левиным.
- Чарльз Лэм и Элия // Лэм Ч. Очерки Элии. — Л.: Наука, 1979. — С. 181—208.
- Байрон и Лермонтов // Лермонтовская энциклопедия / АН СССР. Ин-т рус. лит. (Пушкинск. Дом) ; науч.-ред. совет изд-ва «Советская энциклопедия» ; гл. ред. В. А. Мануйлов ; редкол.: И. Л. Андроников … [и др.]. — М. : Сов. энцикл., 1981. — С. 43—45.
- [www.lib.ru/POEZIQ/KITS/keats0_1.txt Джон Китс. Стихи и проза] // Китс Джон. Стихотворения. — Л.: Наука, 1986. — С. 286—310.
- [www.lib.ru/INPROZ/KWINSI/dekwinsy.txt Томас де Квинси — повествователь, эссеист, критик (1785—1859)] // Томас Де Квинси. Исповедь англичанина, любителя опиума. — М.: Наука, 2000. — С. 335—368. — («Литературные памятники».)
- Из истории английской литературы. Статьи разных лет. — СПб.: Алетейя, 2001. — 192 с.
- «Литературность» Теккерея // Известия РАН. Серия литературы и языка. — Т. 57, № 5. — М., 1998. — С. 3—14.

## Редактирование, составление, комментарии
- Байрон Дж. Г. Дон-Жуан / Перев. Т. Гнедич. М., Л., 1959. Редактирование (совместно с А. А. Смирновым). Примечания. С. 539—590.

## Рецензии
- Жизнь слова (Н. Галь. Слово живое и мёртвое. М.: Книга, 1975.) // Нева. 1976. № 4.
- Забвению не подлежит (Е. С. Чернокова. Поэзия Кристины Россетти в контексте эстетики прерафаэлитизма. Харьков, 2004. 208 с.) // Нева. 2005. № 3.
- Никто не забыт, ничто не забыто (Т. Г. Фруменкова. Мы вышли из блокадных дней. СПб., 2005) // Нева. 2006. № 1.

## Воспоминания
- Фриде // Звезда. 2005. № 3.
- Забытая поэма забытого автора // Нева. 2006. № 3. Совместно с М. М. Дьяконовым.

## Фильмография
- «Ломовая лошадь истории» — документальный фильм, реж. Эдгар Бартенев, «СевЗапКино», Санкт-Петербург, 2010, 40 минут, по заказу телеканала «Культура». На сайте телеканала «Культура».
- «Леди Нина». На YouTube.
- Воспоминания Нины Яковлевны Дьяконовой. Часть 1. О предках. На YouTube.
- Воспоминания Нины Яковлевны Дьяконовой. Часть 2. Становление. На YouTube
- Воспоминания Нины Яковлевны Дьяконовой. Часть 3. Другая эпоха. На YouTube